# 幽暗隱帶麗魚
幽暗隱帶麗魚，為輻鰭魚綱鱸形目隆頭魚亞目慈鯛科的其中一種，分布於南美洲秘魯Pintuyacu河流域，體長可達3.4公分，棲息在河川中底層水域，生活習性不明。

## 擴展閱讀
維基物種上的相關：幽暗隱帶麗魚